# Artur Dmitriev
Artur Dmitriev (n. 21 ianuarie 1968, Bila Țerkva, RSS Ucraineană, URSS) este un patinator artistic ce a reprezentat Uniunea Republicilor Sovietice Socialiste, medaliat olimpic. A participat la 3 ediții ale Jocurilor Olimpice (1992, 1994, 1998) în care a câștigat o medalie de argint.